# نظرية نقد التنمية
نقد التنمية تُعرف أيضًا باسم نظرية ما بعد التنمية أو النظرية المناهضة للتنمية نظرية تعتبر التنمية هيمنة للدول الصناعية على البلدان الأخرى وتنقد مشاريع التنمية ونظريتها، وتقتضي بأن مبدأ وممارسة التنمية برمته هو انعكاس للهيمنة الغربية على باقي أنحاء العالم. نشأ فكر نقد التنمية في ثمانينيات القرن العشرين من بين الانتقادات التي وجِّهت إلى برامج التنمية ونظرية التنمية التي بررت هذه الانتقادات بدورها.

## التنمية كأيديولوجيا
يشمل نقد نظرية نقد التنمية أن نظرية التنمية الحديثة ابتكرتها أوساط أكاديمية وسط تلو الآخر بناءً على أساس عقائدي اقتصادي وسياسي. تعني الطبيعة الأكاديمية والسياسية والاقتصادية للتنمية أنها تميل لكونها متوجهة نحو السياسات، ومدفوعة بالمشاكل، وبالتالي تكون فعالة فقط عند ارتباطها بنظرية اجتماعية محددة وموجودة مسبقًا.
تُوجَّه مشاريع التنمية الفعلية التي أطلقتها الحكومة ومنظمات غير حكومية أخرى وفقًا لنظرية التنمية هذه. تؤكد نظرية التنمية، على أي حال، على إطار عمل وضعته الحكومة والثقافة السياسية مسبقًا بهدف تنفيذه. بالتالي، تُبنى عملية التنمية على أساس اجتماعي، وتتحكم باتجاهها ونتائجها الاهتماماتُ الغربية، لذلك تعكس التنمية بنفسها الهيمنة الغربية بشكل أساسي.
التنمية كعقيدة ووجهة نظر اجتماعية متأصلة في قيم الحداثة، التي تحمل بنية اقتصادية غربية ومجتمعًا يمثل نموذجًا عالميًا يحتذي به الآخرون وينافسونه. يعكس الخطاب التنموي المتأصل في التأثير الغربي العلاقات القوية غير المتكافئة بين الغرب وبقية دول العالم، بينما توجه المعرفة الغربية بالتنمية، والمنهج باتجاه التنمية، وإدراك مستلزمات التنمية، بالإضافة إلى إدراك التطور، العملية في بقية دول العالم.

## نظرية نقد التنمية
نشأت نظرية نقد التنمية في ثمانينيات وتسعينيات القرن العشرين من خلال أعمال علماء مثل أرتورو إسكوبار، وغوستافو إستيفا، ومجید رهنما، وفولفغانغ زاكس، وجيمس فيرغسون، وسيرج لاتوش، وجيلبرت ريست. يجادل أعضاء قادة في مدرسة نقد التنمية بأن التنمية كانت غير عادلة دومًا، ولم تفلح، وفشلت تمامًا في تلك المرحلة. وفقًا لفوفغانغ زاكس، وهو عضو قائد في مدرسة نقد التنمية: «تبدو فكرة التنمية كالخراب في المشهد الفكري» و«قد حان الوقت للتخلص من هذه البنية الفكرية».
لطرح مثال عن هذه «البنية الفكرية»، يشير واضعو نظريات التنمية إلى الكيفية التي أنتج فيها مبدأ التنمية تسلسلًا هرميًا للأمم المتقدمة والمتخلفة، تُعتبر فيه الأمم المتقدمة أكثر تقدمًا وأعلى مرتبة من الأمم المتخلفة التي تعتبر أقل رتبة، وبحاجة مساعدة الأمم المتقدمة، وترغب في أن تكون مثل الأمم المتقدمة. تشير مدرسة نقد التنمية إلى كون نماذج التنمية عنصرية غالبًا (عنصرية أوروبية في هذه الحالة)، وعالمية، وتعتمد على النماذج الغربية في التصنيع التي تُعتبر غير مناسبة في هذا العالم ذي الموارد المحدودة وغير الفعالة بسبب جهلها بالأوضاع المحلية والثقافية والتاريخية للشعوب التي تُطبَق عليها. المشكلة التي يراها واضعو نظريات التنمية في جوهرها في التنمية وممارساتها هي اختلال نفوذ أو سيطرة الغرب. يروج واضعو نظريات نقد التنمية إلى أفكار أكثر تعددية في التنمية.

### نقد العنصرية والعالمية
من بين النقاط الأولية والافتراضات الأساسية في فكر نقد التنمية هي أن فكرة الطبقة الوسطى، ونمط الحياة الغربي وكل ما يخصه (من الممكن أن يتضمن الأسرة الأولية، والاستهلاك الجماعي، والعيش في الضواحي والمساحة الخاصة الكبيرة) قد لا يكون واقعيًا أو هدفًا مرغوبًا لمعظم سكان العالم. من هذا المنطلق، تُعتبر التنمية على أنها تتطلب خسارة، أو إبادة متعمدة بالفعل (عنصرية) للثقافة الفطرية أو لأشكال أخرى نفسية وغنية بيئيًا وجيدة من الحياة. كنتيجة لذلك، تصبح طرق الحياة المُرضية سابقًا غير مرضية لأن التنمية تغير فهم الناس لأنفسهم.
يستشهد مجید رهنما بهيلينا نوربرغ-هودج فيقول: «لنأخذ مثالًا على ذلك، تذكر هيلينا نوربرغ-هودج أن فكرة الفقر كانت بالكاد توجد في لداخ عندما زارت ذلك البلد لأول مرة عام 1975. وتقول اليوم إن الفكرة أصبحت جزءًا من ثقافة المجتمع. عند زيارتها لإحدى القرى النائية منذ ثماني سنوات، سألت هيلينا شابًا من لداخ عن مكان أفقر البيوت. أجابها بفخر: «لا توجد بيوت فقيرة في قريتنا». رأت هيلينا نفس الشاب مؤخرًا يتحدث إلى سائح أمريكي ويقول له: «لو كان بإمكانكم فعل شيء لنا، نحن فقراء جدًا».
تُعتبر التنمية مجموعة من المعرفة والتدخلات ووجهات النظر العالمية (باختصار: الممارسات)، وهي أيضًا قوى للتدخل والتغيير والحكم. تتحدى انتقادات نقد التنمية فكرة الطريق الوحيد للتنمية وتتطلب معرفة وجهات النظر الثقافية والأولويات المختلفة.
على سبيل المثال، تُعتبر سياسات تحديد وتلبية الحاجات مقياسًا رئيسيًا في الفكر التنموي، ويرتبط بشكل كبير مع مفهوم الوكالة. لكن من يعبر عن المخاوف التنموية، وما هي علاقات القوة التي تُطبَق، وكيف تتحكم اهتمامات خبراء التنمية (البنك الدولي، وموظفي صندوق النقد الدولي، والخبراء، وغيرهم) بأولويات التنمية، ومن هي الأصوات المستبعدة بسبب ذلك؟ يحاول منهج نقد التنمية التغلب على عدم المساواة في هذه الممارسات بفتح مجال للأشخاص غير الغربيين ومخاوفهم.
تُعتبر نظرية نقد التنمية، رغم كل شيء، نقدًا للافتراضات القياسية عن التقدم: من لديه مفتاحها وكيف يمكن تنفيذها.

### بدائل التنمية
بينما تقدم مدرسة نقد التنمية كمية كبيرة من انتقادات التنمية، تأخذ بعين الاعتبار نظريات للقيام بتغيير إيجابي أيضًا. تقدم مدرسة نقد التنمية رؤية معينة عن المجتمع بعيدًا عن أعمال التنمية والحداثة والسياسة وتأثيرات الغرب الثقافية والاقتصادية، وتوجه السوق والمجتمعات مركزية السلطة.
حدد إسكوبار في أعماله الميزات المشتركة لفكر نقد التنمية وللرؤية اجتماعية. وفقًا لإسكوبار، تهتم مدرسة نقد التنمية (عند البحث عن بدائل للتنمية) في الثقافة والمعرفة المحلية، والموقف النقدي تجاه الممارسات العلمية الحالية، والدفاع عن والترويج للحركات الشعبية المحلية التعددية. يجادل إسكوبار بأن «الحركات الشعبية» هي «مؤسسات تنموية وسياسات منظمة محلية، وتعددية، وغير موثوقة». (إسكوبار، 2017).
يستوحي فكر نقد التنمية أفكاره من المجتمعات العامية، والقطاع غير الرسمي، ونمط الحياة الشعبي بدلًا من أنماط الحياة الواقعية. بالإضافة إلى ذلك، يدافع واضعو نظريات نقد التنمية عن التغيرات البنيوية. وفقًا لإسكوبار، يؤمن فكر نقد التنمية بأن الاقتصاد يجب أن يتمحور حول التكافل والمعاملة بالمثل، ويجب أن تركز السياسة على الديمقراطية المباشرة، ويجب أن تكون أنظمة المعرفة تقليدية، أو على الأقل مزيجًا من المعرفة الحديثة والتقليدية. تشمل تصورات مكافحة الاستعمار (ألبا): التحالف البوليفاري لشعوب أمريكتنا، الذي بدأه كل من فيدل كاسترو وهوغو تشافيز عام 2004 ردًا على برامج التنمية الليبرالية الحديثة مثل منطقة التجارة الحرة للأميركيين، واتفاقية التجارة الحرة لأمريكا الشمالية (نافتا). تُحلَل ألبا وتشكَّل مفاهيمها باستخدام المفاهيم التي وضعها علماء استعمار من أمريكا اللاتينية ومنطقة البحر الكاريبي. وفقًا للقاسمي (2018)، تقدم ألبا بديلًا عن مشاريع التنمية يجسد روح باندونغ ومبادئ التعاون بين بلدان الجنوب كطريقة للانفصال عن الاستعمار، ما ينافس الاعتقاد المسبق بأن الأنظمة المعرفية الغربية وحدها التي تتحدث عن الحداثة والحضارة تقود إلى تنمية اجتماعية واقتصادية.